# 麻布狸穴町
麻布狸穴町（日语：／ Azabu-mamianachō */?）是東京都港區的町名。住居表示未實施區域。郵遞區號106-0042。

## 地理
位於外苑東通往古川（澀谷川）谷地的斜坡，坡地大部分是公寓與住宅組成的住宅區。北邊與東邊接麻布台、南臨東麻布、西鄰麻布永坂町。過去蘇聯大使館（現在俄羅斯大使館 ）位於町內，但在實施住居表示後，俄羅斯大使館與東京美國俱樂部與後方區域劃入麻布台二丁目。麻布台2丁目邊界，外苑東通俄羅斯大使館往南南的長坡名為狸穴坂。本町與麻布永坂町是港區唯二尚未實施住居表示的區域。

## 歷史
本地在江戶時代是武家屋敷，明治時代末期已變成典雅的住宅街。1874年（明治7年）海軍在此設置觀象台（位置在現在日本經緯度原點）。

此外，滿鐵東京支社也位於狸穴（現在麻布台2丁目1番2號）。
冷戰時期，「狸穴」曾作為「蘇聯大使館」的暱稱。

### 地名由來
狸穴的由來眾說紛紜，一說是過去這裡有「猯」（まみ，獾）生活，因此地名稱作『まみあな』，後來與狸字混用變成「狸穴」（まみあな）二字沿用至今。
另一說是長坡下有個雌狸棲息的大洞穴，因而得名。傳聞寛永21年（1644年）將軍德川家光曾下令視察洞穴。

### 剩餘的舊町名
1962年（昭和37年）住居表示法律成立以來，港區新街劃的設定逐漸消滅歷史上的町名，1978年（昭和53年）町名變更實施率達97.4%。最後剩下的舊町名只有麻布永坂町與麻布狸穴町，二町名稱一直存續到現在。
這項結果是，以麻布狸穴町居民、世界經濟調査會理事長木内信胤：「古老具有價值的歷史町名應留續給後世」與反對強行實施住居表示的劇作家松山善三為中心的居民反對運動的成果。麻布永坂町則有普利司通創始人石橋正二郎等人強力反對住居表示。

### 沿革
- 江戶時代初期，狸穴坂的町屋屬飯倉狸穴町。
- 1868年（明治元年） - 東京府成立，屬東京府。
- 1878年（明治11年） - 麻布区成立，屬東京府麻布區飯倉狸穴町。
- 1889年（明治22年）5月1日 - 東京市成立，屬東京市麻布區飯倉狸穴町。
- 1911年（明治44年）5月1日 - 町名省略「飯倉」的冠稱，更名為麻布區狸穴町。
- 1930年（昭和5年） - 蘇聯大使館自麴町遷至狸穴町。
- 1947年（昭和22年）3月15日 - 麻布區與芝區、赤坂區合併成立港區。町名加上「麻布」為港區麻布狸穴町。
- 1962年（昭和37年）9月30日 - 麻布狸穴町南部一部分（東京法務局出張所周邊）編入東麻布二丁目、東麻布三丁目。同時麻布永坂町狸穴公園周邊編入麻布狸穴町。
- 1974年（昭和49年）1月1日 - 麻布狸穴町東側（蘇聯大使館周邊）實施住居表示，編入麻布台二丁目（街区符號為1番）。

## 備註
1. ↑  港区公式ホームページ／2013年7月（町丁目別人口・世帯数（麻布地区総合支所管内））
2. 1 2 3 4 5 6 7 8 9  特集・東京の地名　町それぞれの物語　『東京人』（都市出版株式会社）　第20巻第5号　平成17年5月3日発行
3. ↑  今尾惠介　「失われた地名を手がかりに東京町歩き」　特集・東京の地名　町それぞれの物語　『東京人』（都市出版株式会社）　第20巻第5号　平成17年5月3日発行

## 外部連結
- 麻布狸穴町-麻布地區舊町名由来（一之橋公園設置）・港區[]
- 狸穴公園-港區